# Um Caminho de Luz
Camino (em português, Um Caminho de Luz) é um filme de drama produzido na Espanha.

## Sinopse
Baseado em fatos reais, o filme mostra a trajetória de Camino (Nerea Camacho), uma menina de 11 anos que vive os momentos mais importantes de sua vida ao mesmo tempo: apaixonar-se e morrer.

## Elenco
- Nerea Camacho como Camino
- Carme Elias como Gloria
- Mariano Venancio como José
- Manuela Vellés como Nuria
- Lola Casamayor como Tia Marita
- Ana Gracia como Inés
- Pepe Ocio como Don Miguel Ángel
- Lucas Manzano como Cuco
- Jordi Dauder como Don Luis
- Emilio Gavira como Senhor Meebles
- Claudia Otero como Begoña